# Rudniczysko
Rudniczysko – wieś w Polsce położona w województwie wielkopolskim, w powiecie ostrzeszowskim, w gminie Doruchów.